# ۴ شهریور
۴ شهریور - صد و پنجاه و نهمین روز سال در گاه‌شماری خورشیدی است. به پایان سال ۲۰۶ روز (۲۰۷ روز در سال کبیسه) باقی‌است.

## رویدادها
- ۴۵۰ - نبرد ملازگرد
- ۱۳۱۷ - پایان ساخت راه‌آهن سراسری ایران
- ۱۳۶۷ - تصویب قطعنامه ۶۲۰ شورای امنیت
- ۱۳۹۵ - حادثه شهریور ۱۳۹۵ هواپیمایی زاگرس
- ۱۳۹۷ - زمین‌لرزه شهریور ۱۳۹۷ تازه‌آباد کرمانشاه
- ۱۳۹۷ - سانحه جنگنده اف-۵ دزفول

## زادروزها
- ۱۳۱۳ - محمد اسماعیلی، نوازنده
- ۱۳۱۵ - مرتضی ممیز، گرافیست
- ۱۳۱۶ - فروزان، بازیگر
- ۱۳۳۹ - اکبر عبدی، بازیگر
- ۱۳۶۵ - علی شریعتی، فعال سیاسی

## درگذشت‌ها
- ۱۳۲۰ - یدالله بایندر، ناوسروان نیروی دریایی شاهنشاهی ایران
- ۱۳۵۰ - علی‌اکبر فیاض، ویراستار تاریخ بیهقی
- ۱۳۶۹ - مهدی اخوان ثالث، شاعر
- ۱۳۸۸ - همایون صنعتی‌زاده، نویسنده و کارآفرین
- ۱۳۹۹ - روح‌الله حسینیان، نماینده تهران در دوره هشتم مجلس شورای اسلامی و دوره نهم مجلس شورای اسلامی
- ۱۴۰۳ - زهره حمیدی، بازیگر

## مناسبت‌ها
- روز کارمند در ایران[۱]
- روز پدر در ایران باستان[۲]